# Николаос Стрембинос
Николаос Стрембинос или Стрембинас или Стримбинос (на гръцки: Νικόλαος Στρεμπίνος, Στρεμπίνας) е гръцки революционер, деец на гръцката въоръжена пропаганда в Македония.

## Биография
Николаос Стрембинос е роден в гръцкото берско село Спурлита, тогава в Османската империя. Заедно с Христос Стрембинос се включва във въоръжена чета на гръцката пропаганда в Македония като четник.
След това ръководи андартска чета в района на Катерини заедно с Николаос Бамбаникас и Алкивиадис Пападимитру.
- Четата на Стрембинос (в средата)
- Четите на Матапас, Гонгос и Стрембинос